# Superficie di Marte
La superficie di Marte apparve sin dalle prime esplorazioni mediante sonde automatiche come complessa e geologicamente diversificata. Mentre l'emisfero sud è ricoperto da vasti crateri come il Cratere Funchal e si eleva al di sopra del livello topografico di riferimento, l'emisfero nord è scarsamente craterizzato e situato generalmente al di sotto di tale livello (che corrisponde per convenzione alla quota ove la pressione atmosferica vale 6,1 hPa).

## Composizione
L'emisfero sud si compone principalmente di una crosta rocciosa molto antica, attraversata da numerosi canali naturali lunghi centinaia di km e larghi qualche decina; localmente si possono individuare pianure di origine più recente.
L'emisfero nord, al contrario, presenta formazioni vulcaniche di notevoli dimensioni, con flussi di lava solidificati, numerose scarpate e canyon, ed un paesaggio generalmente diversificato e vario. La regione principale dell'emisfero, sede dei grandi vulcani, è Tharsis, un vasto rigonfiamento che si eleva fino a 10 km sul terreno circostante e che dà origine alla maggior parte delle fratture superficiali visibili.
Lo strato superficiale del pianeta è composto principalmente da silicati ed ossido di ferro, oltre ad altri composti chimicamente reattivi che possono rapidamente danneggiare eventuali materiali organici.
La presenza di ghiaccio d'acqua su Marte è largamente testimoniata nei sedimenti delle regioni polari, sotto le calotte di anidride carbonica e sotto forma di permafrost, fino a 3 km di profondità. Le analisi delle sonde automatiche sul pianeta hanno confermato che per lunghi periodi il pianeta fu percorso da fiumi e che ampie distese furono sommerse, forse anche per un miliardo d'anni. Le analisi svolte dalla sonda Mars Express hanno rivelato che il ghiaccio presente al polo sud, se sciolto, potrebbe coprire la superficie del pianeta con nove metri d'acqua. Il ghiaccio presente al polo sud, comunque, non è sufficiente a spiegare le estese erosioni della superficie e quindi gli scienziati stanno ricercando altri depositi d'acqua o altri fenomeni che possano spiegarle.

## Temperatura
La temperatura superficiale media è di circa 210 K (−63 °C), e varia con la stagione e la latitudine da minime di 140 K (−133 °C) nelle regioni polari, in inverno, a massime di 300 K (27 °C) nelle regioni equatoriali, in estate.